# اليوم العالمي للسكان

توزيع الكثافة السكانية عالميًا

اليوم العالمي للسكان هو حدث سنوي في 11 يوليو. يهدف إلى زيادة الوعي بالقضايا المتعلقة بالسكان. وتؤكد الأمم المتحدة فيه على حقوق الصحة الإنجابية والمساواة بين الجنسين، وضرورتها لتحقيق التنمية المستدامة حول العالم. تم إعلان هذا اليوم لأول مرة من قبل المجلس الحاكم لبرنامج الأمم المتحدة الإنمائي في 1989. استلهم هذا اليوم من يوم 11 يوليو 1987، حيث وصل عدد سكان العالم إلى خمسة مليارات نسمه تقريبًا. في عام 1990 قررت الجمعية العامة مواصلة الاحتفال بهذا اليوم، وتم الاحتفال به لأول مرة في أكثر من 90 بلد بالعام ذاته.
عدد سكان العالم في الاحتفالية العشرين باليوم العالمي للسكان التي كانت في 11 يوليو 2007، قدر بـ 6,727,551,263.